# Nosówka (Basses-Carpates)
Pour les articles homonymes, voir Nosówka.
Nosówka est une localité polonaise de la gmina de Boguchwała, située dans le powiat de Rzeszów en voïvodie des Basses-Carpates.